# Marie Myriam
Marie Myriam (pr. i. Myriam Lopes) je pevka iz Francije. Zmagala je na Evroviziji leta 1977. Predstavljala je svojo domačo državo Francijo. Nastopila je s pesmijo L'oiseau et l'enfant.